# Hochberg (berg i Österrike, Vorarlberg, Politischer Bezirk Bregenz)
Hochberg är ett berg i Österrike.   Det ligger i distriktet Bregenz och förbundslandet Vorarlberg, i den västra delen av landet, 500 km väster om huvudstaden Wien. Toppen på Hochberg är 967 meter över havet.
Terrängen runt Hochberg är kuperad åt sydost, men åt nordväst är den platt. Runt Hochberg är det ganska tätbefolkat, med 144 invånare per kvadratkilometer.. Närmaste större samhälle är Dornbirn, 15,7 km söder om Hochberg.
I omgivningarna runt Hochberg växer i huvudsak blandskog.